# Papers, Please
Papers, Please é um jogo eletrônico independente de estratégia desenvolvido por Lucas Pope, lançado em 2013 para Microsoft Windows e OSX e em 2014 para Linux e iPad. O jogo também foi anunciado para o Playstation Vita em 2014, mas só foi lançado em dezembro de 2017. Em 5 de agosto 2022 o jogo foi lançado para Android.

## Enredo
O jogador personifica um agente de imigração de fronteira, que analisa a documentação necessária para entrar em Arstotzka, um país fictício que lembra os países do Leste Europeu na época da Guerra Fria. Onde é permitido a entrada de civis e ajuda humanitária.
O jogador, com base nas regras de imigração do dia, verifica os itens de uma multidão de imigrantes que devem estar de acordo com as regras de imigração, podendo interrogar no caso de documentação suspeita, permitindo ou não a entrada no país, ou até mandar prender caso seja grave a infração. Pois entre eles encontram-se disfarçados traficantes, terroristas, etc.
A velocidade com que o jogador executa o seu trabalho conta diretamente em seu salário, que deve ser utilizado para evoluir no tipo de moradia, sustentar a família e, adquirir vantagens no jogo.

## Glória a Arstotzka
Arstotzka é o país fictício em que se passa a maior parte da história do jogo, onde o jogador, no papel do inspetor da fronteira de Grestin Leste, deve analisar os documentos de quem deseja entrar no país. Porém, a nação lembra uma distopia de George Orwell, já que aparenta haver um forte controle estatal, com repressão de opositores e, a cada dia que passa, mais e mais regulações e documentos adicionais para que seja possível a travessia na fronteira de Grestin.
O inspetor (você) deve analisar os documentos apresentados de forma rápida para não perder tempo do dia, já que quanto mais imigrantes forem analisados, maior será o seu salário no fim do expediente, e estar atento a possíveis falsificações de documentos e terroristas tentado atravessar a perigosa fronteira.

## Interface
A interface do jogo possui gráficos retrô semelhantes a antigos jogos desenvolvidos em tecnologia 8 bits. Sua visão será em primeira pessoa e mostrará a mesa de trabalho e o viajante que pretende atravessar a fronteira.